# 稲荷神社 (小平市鈴木町)
稲荷神社（いなりじんじゃ）は、東京都小平市の神社。

## 歴史
創建年代は不明である。ただ1720年（享保5年）に武蔵国多摩郡貫井村（現・東京都小金井市貫井）から現在地に移転したことから、江戸時代中期には既に存在していたものと推測される。
1873年（明治6年）、近代社格制度に基づく「村社」に列せられた。当社の本殿は覆屋で覆われているが、明治初期に作成された鏝絵が施されている。

## 境内社
- 白狐社
- 清神社
- 榛名社
- 金刀比羅社
- 天神社

## 交通アクセス
- 一橋学園駅より徒歩19分。